# Rajd Nowej Zelandii 1996
Rajd Nowej Zelandii 1996 (27. Smokefree Rally New Zealand ) – trzecia runda eliminacji Dwulitrowego Rajdowego Pucharu Świata w roku 1996, który odbył się w dniach 27-30 lipca. Bazą rajdu było miasto Manukau.

## Wyniki końcowe rajdu
| Msc.                   | Kierowca               | Pilot                  | Samochód                  | Czas                   | Strata                 | Grupa                  |                        |
| Klasyfikacja generalna | Klasyfikacja generalna | Klasyfikacja generalna | Klasyfikacja generalna    | Klasyfikacja generalna | Klasyfikacja generalna | Klasyfikacja generalna | Klasyfikacja generalna |
| ---------------------- | ---------------------- | ---------------------- | ------------------------- | ---------------------- | ---------------------- | ---------------------- | ---------------------- |
| 1                      | Richard Burns          | Robert Reid            | Mitsubishi Lancer Evo III | 4:34:25                | 0.0                    | A8                     |                        |
| 2.                     | Kenneth Eriksson       | Staffan Parmander      | Subaru Impreza 555        | 4:34:58                | +33                    | A8                     |                        |
| 3.                     | Piero Liatti           | Fabrizia Pons          | Subaru Impreza 555        | 4:35:05                | +40                    | A8                     |                        |
| 4.                     | Joe McAndrew           | Bob Haldane            | Subaru Legacy RS          | 4:49:37                | +15:12                 | A8                     |                        |
| 5.                     | Michael Guest          | Steve O'Brien-Pounde   | Mitsubishi Lancer Evo III | 4:50:49                | +16:24                 | N4                     |                        |
| 6.                     | Greg Graham            | Jim Robb               | Subaru Impreza WRX        | 4:51:46                | +17:21                 | N4                     |                        |
| 7.                     | Marty Roestenburg      | Colin Smith            | Mitsubishi Lancer Evo III | 4:52:01                | +17:36                 | N4                     |                        |
| 8.                     | Bruce Herbert          | Robert Ryan            | Subaru Impreza 555        | 4:55:39                | +21:14                 | A8                     |                        |
| 9.                     | Emil Triner            | Pavel Stanc            | Škoda Felicia Kit Car     | 4:57:20                | +22:55                 | A6                     |                        |
| 10.                    | David Black            | Jan Black              | Subaru Impreza 555        | 4:57:42                | +23:17                 | N4                     |                        |
| 2L WRC                 |                        |                        |                           |                        |                        |                        |                        |
| 1. (9.)                | Emil Triner            | Pavel Stanc            | Škoda Felicia Kit Car     | 4:57:20                | 0.0                    | A6                     |                        |
| 2. (12.)               | Erwin Weber            | Manfred Hiemer         | Seat Ibiza Kit Car        | 4:58:01                | +41                    | A7                     |                        |
| 3. (16.)               | Tajima Nobuhiro        | Ross Runnalls          | Suzuki Baleno             | 5:08:45                | +11:25                 | A6                     |                        |
| APRC                   |                        |                        |                           |                        |                        |                        |                        |
| 1.                     | Richard Burns          | Robert Reid            | Mitsubishi Lancer Evo III | 4:34:25                | 0.0                    | A8                     |                        |
| 2.                     | Kenneth Eriksson       | Staffan Parmander      | Subaru Impreza 555        | 4:34:58                | +33                    | A8                     |                        |
| 3.                     | Piero Liatti           | Fabrizia Pons          | Subaru Impreza 555        | 4:35:05                | +40                    | A8                     |                        |